# Binäre Sprengstoffe
Binäre Sprengstoffe sind Sprengstoffe, die aus zwei Komponenten zusammengesetzt werden, welche alleine nicht explosiv sind.
| Binäre Sprengstoffe                | Binäre Sprengstoffe                                           |
| Chemische Zusammensetzung          | Chemische Zusammensetzung                                     |
| ---------------------------------- | ------------------------------------------------------------- |
| Sprengkräftige Bestandteile        | - Ammoniumnitrat - Sprengöle (aliphatische Nitroverbindungen) |
| Weitere Bestandteile               | nicht bekannt                                                 |
| Physikalische Eigenschaften        |                                                               |
| Dichte g/cm³                       | 0,9 – 1,2                                                     |
| Sauerstoffbilanz %                 | unbekannt                                                     |
| Explosionswärme kJ / kg            | unbekannt                                                     |
| Schwadenvolumen l / kg             | unbekannt                                                     |
| Spezifische Energie (l · MPa) / kg | unbekannt                                                     |
| Detonationsgeschwindigkeit m/s     | ca. 4300–6200                                                 |
| Explosionstemperatur K             | unbekannt                                                     |
| Eigenschaftsvergleich              |                                                               |
| Brisanz                            | mittel bis hoch                                               |
| Zündempfindlichkeit                | mittel                                                        |
| Schwadenvolumen                    | mittel                                                        |
| Preis                              | höher                                                         |
| Referenzen                         |                                                               |

## Zusammensetzung
Binäre Sprengstoffe bestehen aus zwei Komponenten, einer festen bzw. pulverförmigen Komponente, meist Ammoniumnitrat, und einer Flüssigkeit, meist Nitromethan. Erst die Mischung aus beiden, ähnlich den ANNM-Sprengstoffen, ist kapselempfindlich und kann detonieren. In der Regel ist die Mischung nur eine gewisse Zeit lang (wenige Stunden) sprengkräftig und muss nach dem Ablauf der Zeit vernichtet werden.

## Eigenschaften
Binäre Sprengstoffe liegen von der Brisanz zwischen den brisanteren militärischen und den weniger brisanten pulverförmigen Sprengstoffen.

## Anwendung
Binäre Sprengstoffe werden für folgende Einsätze verwendet:
- Sprengen von Bauwerken und Bauwerksteilen
- zum Räumen von Blindgängern, Munition und Minen (Explosive Ordnance Disposal, EOD)
- Sprengen von Gestein
- zum Knäppersprengen
- Kultursprengen, z. B. von Bäumen und Holz, Graben

Ein Vorteil ist die problemlose Aufbewahrung und Transportfähigkeit der Einzelkomponenten. Da sie kein Sprengstoff sind, fallen sie nicht unter das Sprengstoffgesetz und sind daher wie Chemikalien zu handhaben. Da die Mengen der Einzelkomponenten genau aufeinander abgestimmt sind, ist es nicht möglich, die vorgegebenen Lademengen zu halbieren.

## Handelsnamen
Binäre Sprengstoffe werden unter den folgenden Namen vertrieben:
- Kinepak von SEC
- Fixor und EZCore von MREL[3]
- Tannerite® von Tannerite-Sports